# Cladonota luctuosus
Cladonota luctuosus är en insektsart som beskrevs av Peláez. Cladonota luctuosus ingår i släktet Cladonota och familjen hornstritar. Inga underarter finns listade i Catalogue of Life.